# Burggrafiat

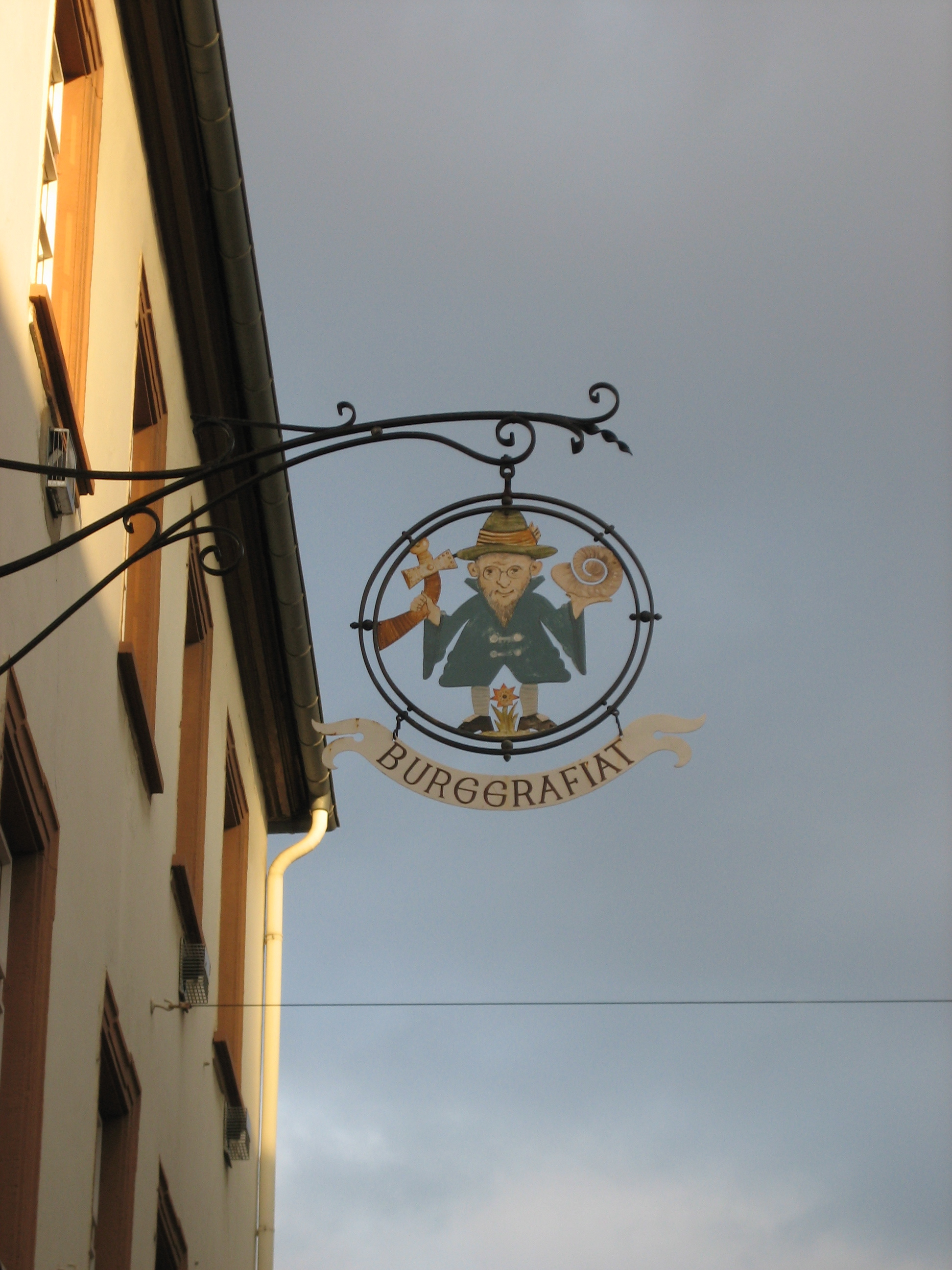
Burggrafiat in Alzey

Das Burggrafiat in Alzey ist ein um 1700 errichteter dreiflügliger Barockbau. Das Gebäude diente bis Ende des 18. Jahrhunderts als Sitz des kurpfälzischen Amtmannes und somit als Verwaltungszentrum des damaligen Oberamtes Alzey (etwa 100 Gemeinden). Es ersetzte in dieser Funktion das kurz zuvor zerstörte Alzeyer Schloss.
Im linken Flügel des Anwesens ist noch die Originaltreppe mit Balustergeländer aus der Erbauungszeit erhalten. 
Heute finden unter dem Motto „Kunst im Burggrafiat“ regelmäßig Vernissagen und Ausstellungen regionaler Künstler statt. Im Burggrafiat sind auch der offene Kanal Alzey und die Stadtbücherei untergebracht.